# Горлац, Валерия
Валерия Горлац (эст. Valeria Gorlats;    род. 31 марта 1998) — эстонская профессиональная теннисистка.

## Карьера
Выступает на профессиональном уровне с 2013 года.
31 октября 2016 года она достигла 883-го места в рейтинге лучших одиночных игр мира. 12 сентября 2016 года она заняла 975-е место в парном разряде.
Играя за Эстонию в Кубке Федерации, Горлац имеет результат побед/поражений 3:12.